# Yécora
Yécora (baskisch Iekora oder Ekora; offiziell Yécora/Iekora) ist ein Ort und eine Gemeinde (municipio) mit 265 Einwohnern (Stand: 2024) in der Provinz Álava in der Autonomen Gemeinschaft Baskenland im Norden Spaniens. Der Ort gehört zur Weinbauregion Rioja. 

## Lage
Der Ort Yécora liegt auf einem Hügel in einer Höhe von etwa 695 Metern ü. d. M. im Osten der Provinz Álava nahe der Grenze zur Autonomen Gemeinschaft Navarra. Nächstgelegene größere Stadt ist das etwa 15 Kilometer (Fahrtstrecke) südlich gelegene Logroño; die sehenswerte Kleinstadt Laguardia, zu der Yécora bis ins 17. Jahrhundert gehörte, befindet sich etwa 18 Kilometer westlich.

## Bevölkerungsentwicklung
| Jahr      | 1960 | 1970 | 1981 | 1991 | 2001 | 2011 |
| Einwohner | 466  | 315  | 214  | 243  | 260  | 286  |

Bis in die Mitte des 20. Jahrhunderts hatte die Gemeinde meist deutlich über 500 Einwohner. Vor allem die Mechanisierung der Landwirtschaft führte danach zu einem Absinken der Einwohnerzahlen bis auf die Tiefstwerte in den 1980er Jahren.

## Wirtschaft
In frühen Jahrhunderten lebten die Bewohner hauptsächlich von den landwirtschaftlichen Erzeugnissen der näheren Umgebung, zu denen auch der Wein gehörte. Die zunehmende Bedeutung des Weinbaus und des Weintourismus in der Rioja wirkt sich in den letzten Jahrzehnten auch wieder positiv auf die Beschäftigung aus.

## Geschichte
Kelten, Römer, Westgoten und Mauren haben – trotz der Nähe zum Ebro-Tal – keine archäologisch verwertbaren Spuren auf dem Gemeindegebiet hinterlassen. Wahrscheinlich entstand der Ort erst im Zuge der Rückeroberung (reconquista) und Wiederbesiedlung (repoblación) der von den Mauren besetzten Gebiete im 10. und 11. Jahrhundert; in Urkunden aus dieser Zeit wird der Ort unter den Namen Equora oder Ecora erwähnt. Im Jahr 1461 wird die zwischen Kastilien und Navarra umstrittene Region von Heinrich IV. von Kastilien erobert und im Jahr 1512 durch die Truppen Ferdinands von Aragón endgültig der spanischen Krone angegliedert. Im Jahr 1669 gewährte der spanische König Karl II. dem Ort die Eigenständigkeit.

## Sehenswürdigkeiten
- Im Ortszentrum stehen mehrere aus Bruchsteinen errichtete Häuser des 15. bis 20. Jahrhunderts.
- An der Pfarrkirche (Iglesia de San Juan Bautista) wurde vom 14. bis 16. Jahrhundert gebaut – aus dem 14. Jahrhundert stammen die flach schließende Apsis und der Glockenturm (campanar); die übrigen Bauteile wurden später fertiggestellt.
- Am Ortsrand befindet sich eine mittelalterliche Brunneneinfassung (Fuente Vieja), die im 19. Jahrhundert um ein Waschbecken (lavadero) bereichert wurde.
- Das moderne Gebäude El Truchal beherbergt eine Ölmühle aus dem 19. Jahrhundert.
- Ein gewölbter Eiskeller (nevera) hat sich ebenfalls erhalten.

außerhalb
- Die außerhalb des Ortes stehende Ermita de Bercijana ist ein spätgotischer Bau des 15. Jahrhunderts.
- Über das Gemeindegebiet verteilt finden sich mehrere Feldsteinhütten (chozas oder casillas), die hauptsächlich der Bewachung der Reben kurz vor und während der Lese dienten.